# Szegedi Fiatalok Művészeti Kollégiuma

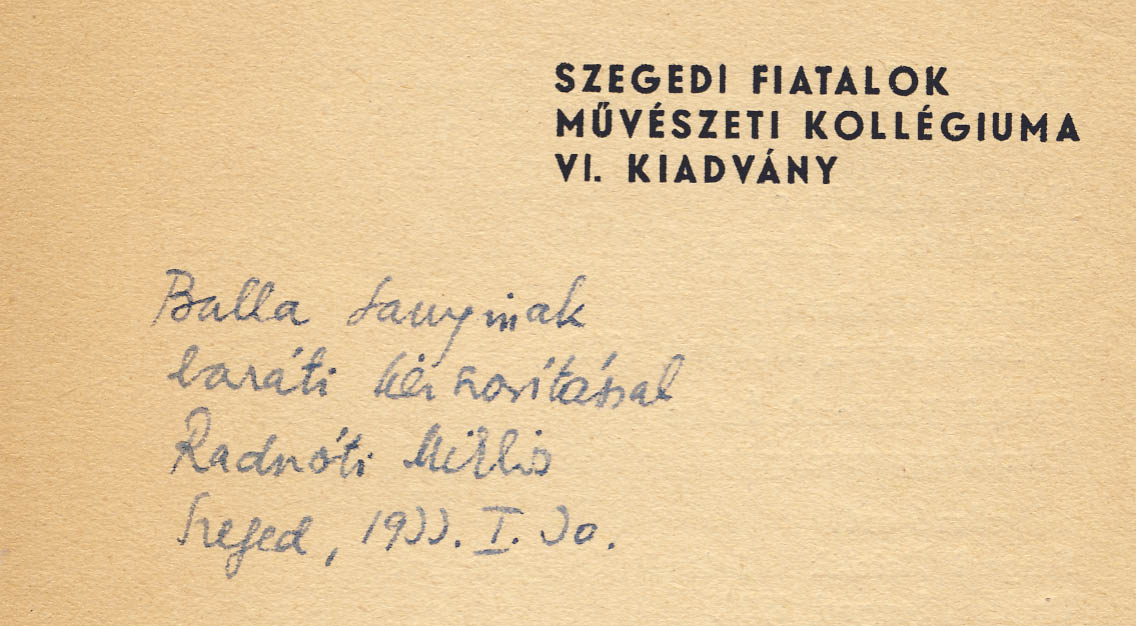
Radnóti Miklós A Lábadozó szél c. verseskötetének egy példányát, Balla Sándornak, a Szegedi Fiatalok Művészeti Kollégiuma titkárának dedikálta. 1933.

A Szegedi Fiatalok Művészeti Kollégiuma (SZFMK) a szegedi értelmiségi fiatalság legértékesebb és legkulturáltabb falukutató, irodalmi és művészeti csoportja volt, mely 1930-tól 1937-ig működött Szegeden Buday György vezetésével.

## Története
A Bethlen Gábor Körből és az agrársettlement mozgalomból kiváló radikális tanya- és falukutatókból alakult meg a Szegedi Fiatalok Művészeti Kollégiuma Buday György grafikus vezetésével. A tanyai és falusi parasztság életmódjának, életszemléletének megismerése volt a céljuk, s az, hogy a tények feltárásával közelebb hozzák egymáshoz a városiak és a falusiak életszemléletét. A kiszállások során szerzett döbbenetes tapasztalataik (szükség, tudatlanság, közöny, ellenszenv) kutatási módszereik állandó fejlesztését igényelte, ebben nagy segítségükre voltak a liberális szellemű szegedi egyetemi oktatók, köztük Sík Sándor, Solymossy Sándor, Várkonyi Hildebrand Dezső.
Folyamatosan szerveződtek a fiatalok Buday köré. Munkásságuk az 1930-31-es évben volt a legtermékenyebb, 1930-ban 211, 1931-ben 189 intézményes kiszállást szerveztek, de mindezek mellett egyéni, s kisebb csoportban való kiszállásaik is voltak. Számos előadást és vitaestet tartottak a Bethlen Gábor Körben, a Dugonics Társaságban. Tapasztalataikat közreadták a Délmagyarország c. napilapban, a rádióban, s ahol csak lehetett. Buday György számos kongresszuson Angliában adta elő az általuk feltárt tényeket. Szekfű Gyula a Magyar Szemle hasábjain üdvözölte a szegedi fiatalok kezdeti eredményeit.
A Szegedi Fiatalok Művészeti Kollégiuma kiadványokban adta közre eredményeit, egyik legsikeresebb kiadványuk a Szegedi Kis Kalendárium, amelyet 1929-től 1938-ig minden évben kiadtak, kivéve az 1933-as évet. Ebbe a kiadványba dolgozott be Bálint Sándor néprajzkutató, szegedi népdalgyűjtéseit adta közre. Ez a Szegedi Kis Kalendárium anyagi forrást is jelentett a fiataloknak, melyre nagy szükségük volt rendezvényeik, kiadványaik finanszírozása céljából. Buday György grafikai munkássága, Erdei Ferenc, Reitzer Béla, Tomori Viola szociográfiai írásai, Ortutay Gyula néprajzi tanulmányai, Radnóti Miklós, Baróti Dezső, Tolnai Gábor irodalmi működései kiemelkedőek ebben a csoportosulásban. Szegedi Fiatalok Művészeti Kollégium című könyv-sorozat keretében adták közre alkotásaikat, e sorozatnak párhuzamosan futó mellék-sorozata volt a Színpad-Könyvtár.
Az 1930-as évek legelején a Szegedi Szabadtéri Játékok előadásainak megszervezésében, megrendezésében is nagy szerepet játszottak a Szegedi Fiatalok. 1933. augusztus 26-án Hont Ferenc rendezésében mutatták be Madách Imre: Az ember tragédiája c. drámáját.

## Falukutatás és nemzetközi konferenciaDudaron(1937)
Az 1930-as évek második felében már kezdett széthullani a Szegedi Fiatalok Művészeti Kollégiuma, ki-ki ment a maga útján. Buday György Rómába utazott, majd Angliában telepedett meg, azonban még volt egy utolsó nagyon nevezetes nemzetközi rendezvényük, az 1937-es dudari falukutató munka és konferencia. A dudari falukutatást Tomori Viola szervezte, Buday ekkor már külföldön volt, levelet küldött a nemzetközi falukutató tábor részvevőinek.
Tomori Viola kiváló szervezőnek bizonyult, eredményes munkák születtek a dudari kutatások révén, köztük Reitzer Béla: Szerkezeti változások a magyar paraszttársadalomban ; Kerék Mihály: A magyar agrárreform problémái ; Viski Károly: Település és szerkezettípusok ; Bartók Béla: A magyar parasztzene. Veress Sándor népdalokat gyűjtött Dudaron. Tomori, Reitzer hírekben számoltak be a dudari napok tapasztalatairól, több évtizedre valósággal híressé tették ezt a bakonyi kis falut. A Szegedi Fiataloknak jeles nemzetközi hírű tudós vendégeik is voltak, köztük az etnológus és szociológus Richard Thurnwald és felesége a családkutató etnológus, Hilde Thurnwald. Oláh Lilian arról írt, hogy mit látott Farquharson Sándor, a londoni Szociológiai Intézet igazgatója a bakonyi magyar faluban ; Móricz Virág: Angol és német falukutatók a Bakonyban címen számolt be dudari tapasztalatairól.
A dudari falukutató tábor és konferencia mintegy „hattyúdala” a Szegedi Fiatalok Művészeti Kollégiumának, méltó befejezése e kitűnő falukutató mozgalomnak.

## Szegedi Fiatalok Művészeti Kollégiumc. könyv-sorozat (válogatás)
- Tolnai Gábor: A szabadvers és a lírai formák válsága : Formatörténeti tanulmány. Szeged : Délmagyarország hírlap- és nyomdavállalat, 1931. 31 p. (No 2.)
- Hont Ferenc: A színjáték : tanulmány. Buday György színpadterveivel.[8] Szeged : Délmagyarország, 1932. 54 p. 6 t. : ill. (No. 3.)
- Berczeli Anzelm Károly: Utitársak : Tavaszi dal 1 felvonásban. Szeged : Prometheus, 1932. 22 p. (No 4.)
- Mondotta: Vince András béreslegény Máté János gazdalegény : Nyíri, rétközi balladák, betyár- és juhásznóták / bev. és gyűjtötte Ortutay Gyula.Szeged : Délmagyarország Hirlap- és Nyomdavállalat Rt. nyomása, 1933. 93 p. (No. 5.)
- Radnóti Miklós: Lábadozó szél : Radnóti Miklós új versei. [Szeged] : Szegedi Fiatalok Művészeti Kollégiuma, 1933. 64 p. (No. 6.)
- Baróti Dezső: Juhász Gyula : tanulmány. Szeged : Prometheus, 1933. 80 p. (No 7.)
- Tolnai Gábor: Erdély magyar irodalmi élete. 2. kiad. Szeged : Szegedi Fiatalok Művészeti  Kollégiuma, 1933. 141 p. (No. 8.)
- Ortutay Gyula: Tömörkény István. 2. kiad. Szeged : Szegedi Fiatalok Művészeti Kollégiuma, 1934. 141 p. (No 9.)
- Radnóti Miklós: Kaffka Margit művészi fejlődése. II. kiadás Szeged : Szegedi Fiatalok Művészeti Kollégiuma, 1934. (No 12)
- Sík Sándor: Advent : oratorium szavalókórusra : Buday György fametszeteivel. Szeged : Szegedi Fiatalok Művészeti Kollégiuma ; 1935. 54 p. (Szegedi Fiatalok Művészeti Kollégiuma : Színpad-Könyvtár ; 1935/3.)
- Reitzer Béla: A proletárnevelés kérdéséhez : nevelésszociológiai bírálat.[9] Várkonyi Hildebrand előszavával. Szeged : Prometheus Ny., 1935. 107 p. (No 14)
- Radnóti Miklós: Újhold : versek. Budai György fametszeteivel. Szeged : Szegedi Fiatalok Művészeti Kollégiuma, 1935. 47, [1] p. (No. 15.)
- Nyíri és rétközi parasztmesék : bevezető tanulmánnyal és jegyzetekkel együtt közli Ortutay Gyula ; negyvenöt eredeti fametszettel illusztrálta Buday György. Gyoma : Kner, 1935. 259, [3] p. : ill. (No. 16.)[10]
- Tomori Viola: A parasztság szemléletének alakulása. Szeged : Prometheus-ny., 1935. 127 p. (No. 23.)

## A SZFMK jeles tagjai betűrendben

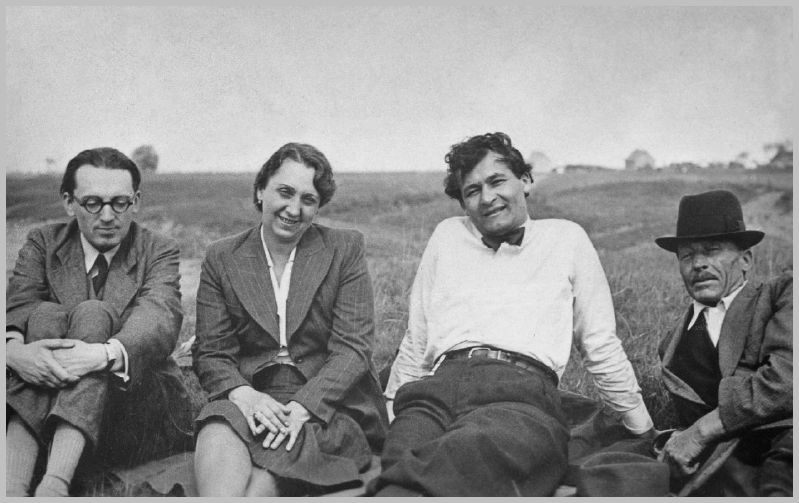
Balról jobbra Bibó István, ismeretlen személy, Erdei Ferenc, Erdei Ferenc édesapja

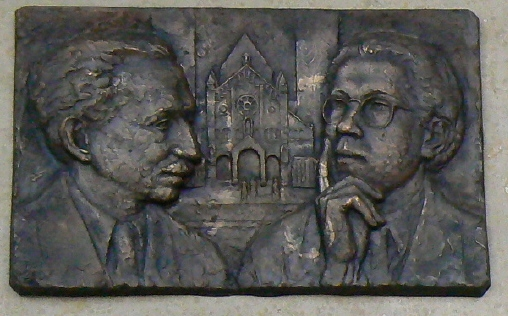
Buday György és Hont Ferenc emléktáblája a szegedi Nemzeti Emlékcsarnokban, Dóm tér

## A SZFMK jeles tagjai betűrendben[11]
- Buday György (1928-1937) elnök
- Árvay Erzsébet (1928-)
- Balla Sándor (1928-)
- Baróti Dezső (1930-)
- Berczeli Anzelm Károly (1930-)
- Erdei Ferenc (1929-)
- Gáspár Zoltán (1929-)
- Hont Ferenc (1928-)
- Kárász Judit (1932-)
- Ortutay Gyula (1929-)
- Radnóti Miklós (1930-tól)
- Reitzer Béla (1929-)
- Széll István (1930-)
- Tolnai Gábor (1929-)
- Tomori Viola (1928-

## Külső hivatkozások
- Szegedi Fiatalok Művészeti Kollégiuma, Magyar néprajzi lexikon
- Lengyel András: A Szegedi Fiatalok mozgalma és Bálint Sándor
- A Szegedi Kis Kalendárium online elérhető számai (1930-1938)
- Lengyel András: A Szegedi Fiatalok dudari falutanulmányozása; Móra Múzeum, Szeged, 1985 (Szeged művelődéstörténetéből)